# Sertãozinho FC
Der Sertãozinho Futebol Clube ist ein Sportverein aus Sertãozinho im brasilianischen Bundesstaat São Paulo.

## Geschichte
Ende des 19. Jahrhunderts brachten Engländer, welche zu der Zeit eine Eisenbahn in der Region bauten, dass Fußballspiel nach Sertãozinho. Aber erst am 6. August 1944 wurde der Sertãozinho FC gegründet. Ziel der Gründer die Teilnahme an der regionalen Amateurliga Liga Ribeirãopretana de Futebol. 1954 konnte der Klub diese Liga gewinnen und zwei Jahre später ein Turnier zum 50-jährigen Jubiläum der Stadt.
Spitzname von Sertãozinho wurde Touro dos Canaviais, Bulle des Zuckerrohr, und das Maskottchen entsprechend der Bulle.
Anfang der 1960er Jahre führte eine Krise dazu, dass der Klub seine Türen schloss. Zwischen 1961 und 1968 gab es in der Stadt Sertãozinho keinen Vertreter im regionalen Fußball. Die Rückkehr fand 1969 statt, kurz nach der Fertigstellung des Baus des städtischen Stadions, dem Fredericão, das dem Sport in der Stadt neuen Schwung gab. Angetrieben von dem neuen Stadion erweckten Geschäftsleute den Sertãozinho FC wieder zum Leben, der in dem Jahr die Titel der neu geschaffenen Amateurligen Liga Sertanezina de Futebol und Liga Araraquarense gewann.
1970 trat der Klub dann erstmals in einer Liga der Staatsmeisterschaft von São Paulo an. Sertãozinho begann in der dritten Liga. Ein Jahr später gewann der Klub diese und qualifizierte sich für die zweite Liga der Staatsmeisterschaft. Seitdem tritt Sertãozinho fast ohne Unterbrechung in einer der Ligen der regionalen Meisterschaft an. 1994 erlitt er dabei, aufgrund einer Umstrukturierung, einen Abstieg um zwei Ligen, von der zweiten in die Vierte.
Bislang konnte sich Sertãozinho zwei Mal für die Teilnahme an nationalen Wettbewerben qualifizieren. Beides waren Beteiligungen an der Série C, der dritten Fußballliga Brasiliens. Die erste 2003, in welcher man in der Gruppe 23 begann. Diese bestand aus drei Klubs, von denen zwei in die nächste Runde einzogen. Sein Debüt gab der Klub am 17. September beim Comercial FC (Ribeirão Preto). Hier erreichte Sertãozinho einen 3:2–Sieg. Mit einem weiteren Sieg und zwei Unentschieden in seinen vier Spielen bei 7:4 Toren, wurde der Klub Gruppenbester. In der zweiten Runde musste Sertãozinho gegen den EC Santo André antreten. Nach einer 0:4–Niederlage im bei Santo André, reichte der 3:2–Sieg im Rückspiel nicht fürs Weiterkommen. Im Gesamtklassement belegte man den 36. Platz bei 93 Teilnehmern.
Die zweite Teilnahme war 2007, als Sertãozinho davon profitierte, dass der Guaratinguetá Futebol nicht antrat. Der Klub trat in der Gruppe 13 an. Gegen seine drei Gegner erzielte man eine Bilanz von einem Sieg, einem Unentschieden und vier Niederlagen bei 8:13 Toren. Damit wurde Sertãozinho Letzter der Gruppe und musste den Wettbewerb verlassen. In der Abschlusstabelle wurde der Klub 54. bei 64 Teilnehmern.

## Teilnahme an Fußballwettbewerben
| Wettbewerb                   | Teilnahmen                                                                     |
| ---------------------------- | ------------------------------------------------------------------------------ |
| Série C                      | 02× – 2003, 2007                                                               |
| Staatsmeisterschaft Série A  | 03× – 2007–2008, 2010                                                          |
| Staatsmeisterschaft Série A2 | 24× – 1972–1976, 1982–1986, 1990–1993, 2005–2006, 2009, 2011, 2017–2021, 2026– |
| Staatsmeisterschaft Série A3 | 21× – 1970–1971, 1977–1981, 1988–1989, 2002–2004, 2012–2016, 2022–2025         |
| Staatsmeisterschaft Série A4 | 05× – 1994–1995, 1999–2001                                                     |
| Staatsmeisterschaft Série A5 | 03× – 1996–1998                                                                |
| Staatspokal                  | 10× – 2002–2007, 2009–2010, 2013, 2022                                         |

## Erfolge
- Staatsmeisterschaft Série A3: 1971, 2004, 2016, 2025